# Шатарупа
Шатарупа («имеющая сто форм») — в позднейшей индийской мифологии первая женщина на земле; мать или жена первого Ману (первого из четырнадцати Ману кальпы Швета-вараха — «цикла белого вепря»).
По одним источникам она была дочерью бога Брахмы и от их кровосмесительной связи родился первый Ману — Сваямбхува. По другим источникам, она была не матерью, а супругой Ману.
Женственная часть Брахмы (его Шакти), выделив из себя свойство гнева в образе бога Рудры, в свою очередь разделилась на два лица: первого мужчину, Ману Сваямбхуву, и первую женщину — Шатарупу.

## Анализ
В данном случае мы имеем дело с мифом, пытающимся объяснить существование двух полов: Вирадж (мужская половина Брахмы), отец Ману, олицетворяет все существа мужского, Шатарупа — все существа женского пола. Как супруга Брахмы, Вираджа и Ману, Шатарупа является символом многообразной природы, очень близким к символу материальной природы — Пракрити, тождественной с Майей, или мировой иллюзией, принимающей бесконечно разнообразные формы. Поэтому комментаторы называют Шатарупу также Анантарупой (то есть «имеющей бесконечное число форм») и Вивидхарупой (то есть «имеющей разнообразные формы»).